# Adlí Mansúr
Adlí Mahmúd Mansúr (arabsky عدلى محمود منصور‎; * 23. prosince 1945 Káhira) je egyptský soudce a politik, který zastával funkci předsedy Nejvyššího ústavního soudu Egypta. Od 4. července 2013 do 8. června 2014 působil také jako prozatímní prezident Egypta po vojenském převratu v roce 2013, který svrhl prezidenta Muhammada Mursího. Převrat proti prezidentu Mursímu podpořilo několik světských a náboženských osobností, například velký imám univerzity al-Azhar Ahmad at-Tajib, koptský papež Theodoros II. a Muhammad Baradej, a armáda jmenovala Mansúra prozatímním prezidentem do doby, než se uskuteční volby. Mursí odmítl uznat své odvolání za platné a nadále trval na tom, že pouze on může být považován za legitimního prezidenta Egypta. Mansúr složil přísahu před Nejvyšším ústavním soudem 4. července 2013.

## Raný život a vzdělání
Narodil se v Káhiře. V roce 1967 absolvoval právnickou fakultu Káhirské univerzity, v roce 1969 získal postgraduální titul v oboru právo, v roce 1970 vystudoval ekonomii a získal postgraduální titul v oboru operační analýza (manažerská věda) na Káhirské univerzitě. Později navštěvoval francouzskou École nationale d'administration (ENA), kterou absolvoval v roce 1977.
V 80. letech strávil šest let v Saúdské Arábii, kde pracoval jako poradce ministerstva obchodu.

## Působení u Nejvyššího ústavního soudu
V roce 1992 byl jmenován členem Nejvyššího ústavního soudu. Později působil jako místopředseda Nejvyššího ústavního soudu až do 1. července 2013, kdy se stal předsedou Nejvyššího ústavního soudu poté, co ho do této funkce 19. května jmenoval prezident Mursí.
Příležitost složit přísahu jako předseda Nejvyššího ústavního soudu měl až 4. července 2013, těsně před složením prezidentské přísahy.
Dne 30. června 2016 jej ve funkci nahradil Abdal Waháb Abdal Ráziq.

## Prozatímní prezident Egypta
Dne 3. července 2013 byl jmenován prozatímním prezidentem Egypta poté, co byl po protestech v Egyptě v důsledku státního převratu svržen Muhammad Mursí. Jeho jmenování oznámil v televizi ministr obrany Abd al-Fattáh as-Sísí. Předtím se krátce objevily nejasnosti ohledně toho, kdo přesně byl jmenován prozatímním prezidentem, přičemž některé zdroje naznačovaly, že to byl bývalý předseda Nejvyššího ústavního soudu Máhir al-Buhajrí. Mansúr složil přísahu 4. července 2013.
Krátce obnovil funkci viceprezidenta, která byla zrušena přijetím současné ústavy 26. prosince 2012, a 7. července 2013 jmenoval do této funkce dočasně vůdce opozice Muhammada Baradeje. Dne 8. července Mansúr vydal dekret, po němž měly následovat celostátní volby. Dne 9. července jmenoval úřadujícím premiérem ekonoma Házima al-Bibláwího.
První zahraniční cestu ve funkci prozatímního prezidenta podnikl 8. října 2013 do Saúdské Arábie, která byla hlavním podporovatelem Mursího svržení.
Dne 19. září 2013 oznámil, že se nebude ucházet o prezidentský úřad, a prohlásil, že se vrátí do funkce předsedy Nejvyššího ústavního soudu.

## Osobní život
Je ženatý a má syna a dvě dcery.